# ميلتون جاي ميلر
ميلتون جاي ميلر (بالإنجليزية: Milton J. Miller)‏ هو محامي أمريكي، ولد في 1912، وتوفي في 6 مارس 2007.